# Пане, Армейн
Пане, Армейн (индон. Pane, Armijn ) (18 августа 1908 года, Муара-Сипонги, Северная Суматра – 16 февраля 1970, Джакарта) - индонезийский писатель и деятель культуры. Младший брат Сануси Пане. Один из основателей журнала "Пуджанга Бару" (1933), ставшего центром формирования новой индонезийской культуры и литературы. В творчестве, особенно в романе "Оковы" (1940; рус. пер. 1946), четко прослеживается отход от просветительства и романтизма к реализму и психологизму.
Является также одним из основоположников индонезийской реалистической драмы. Помимо оригинальных пьес, собранных позднее в сборнике "Коварная голубка" (1953), ему принадлежит также вольный перевод пьесы "Нора" Г. Ибсена ("Ратна", 1943).

## Переводы на русский язык
- Армейн Пане. Между небом и землей: пьеса в 4-х действиях. Пер. с индонез. Р. Семауна. М: Искусство, 1959.
- Армейн Пане. Коварная голубка. (Ведьма): пьеса в 4 актах. Пер. с индонез. Л. Колоса; предисл. В. Островского. М.: Изд-во иностр. лит., 1960.
- Армейн Пане. Оковы. Роман. Перевод с индонезийского А. Павленко. М.: Художественная литература, 1964.
- Цветы далеких берегов: лирика индонезийских поэтов. Сост. В. Сикорский; примеч. В. Сикорского; оформл. худож. Л. Фейнберга; предисл. А. Симонова; пер. С. Северцева. М: Художественная литература, 1966.